# 聖ポール天主堂跡
座標: 北緯22度11分51秒 東経113度32分26秒 / 北緯22.19750度 東経113.54056度

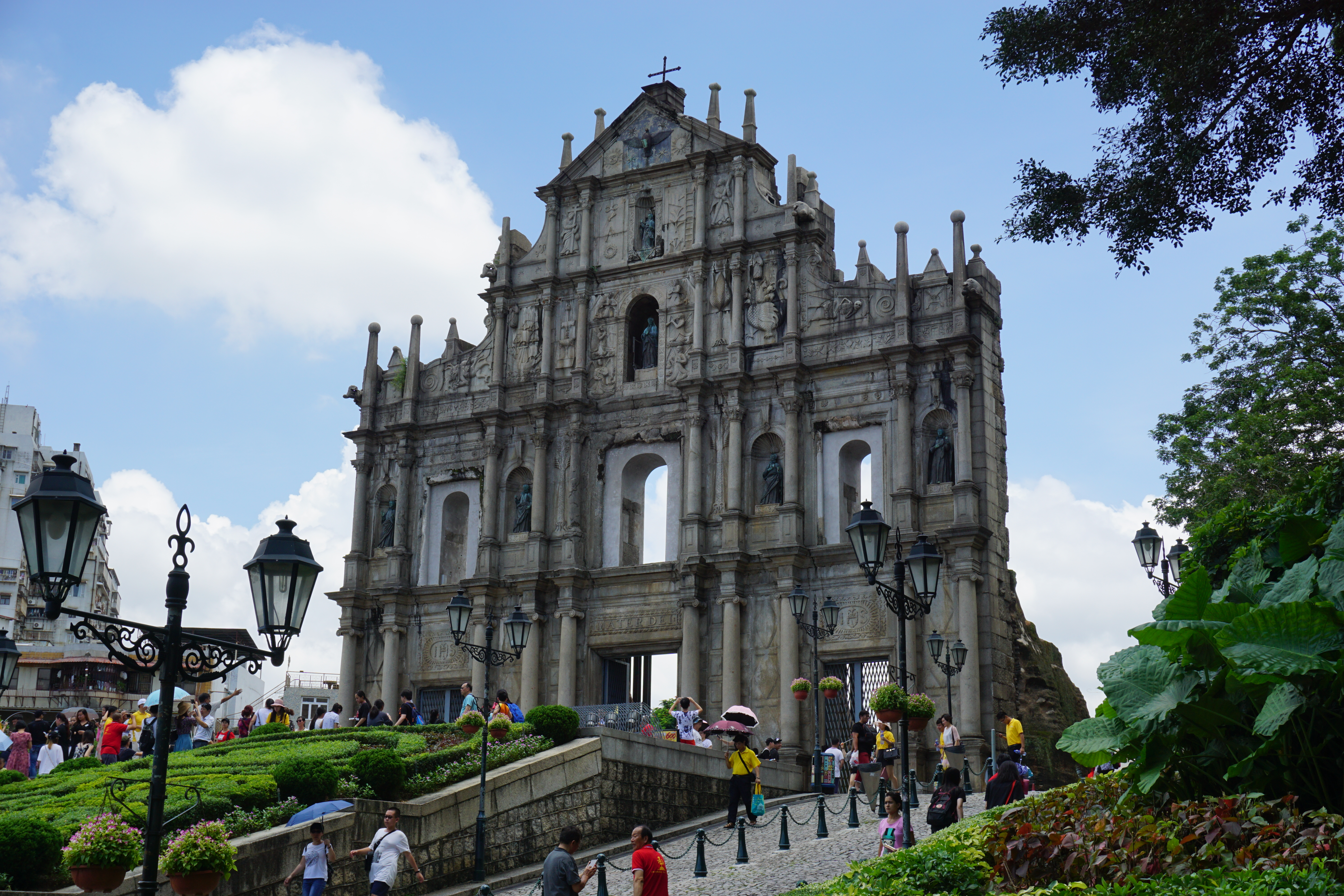
正面から見たファサード

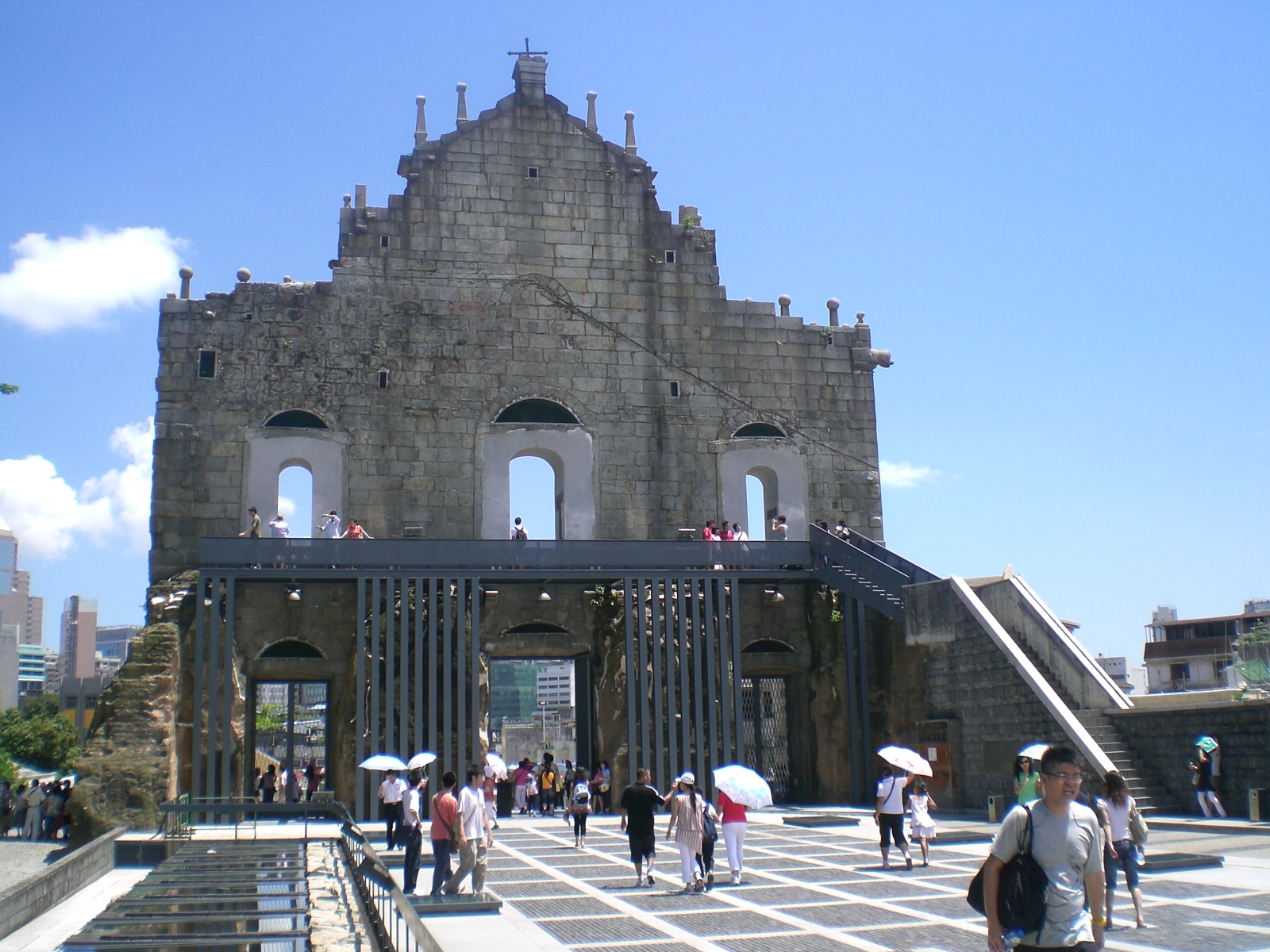
裏側から見たファサード

聖ポール天主堂跡（中国語: 聖保祿大教堂遺址、ポルトガル語: Ruínas da Antiga Catedral de São Paulo）は、イエスの使徒である聖パウロ（ポール）に捧げられた、マカオにあるポルトガルの17世紀の大聖堂の遺跡であり、マカオの最も有名な歴史的建築物の一つである。聖パウロ天主堂跡、サン・パウロ天主堂跡ともいう。大三巴牌坊、または単に大三巴、牌坊として広く知られている。

## 歴史
1602年から1640年にイエズス会によって建設されたこの天主堂は、アジア最大級のカトリック教会だった。建設計画はイタリア人宣教師カルロ・スピノラの指導の下で進められた。また、当時のマカオには日本人が相当数暮らしており、天主堂の彫刻の製作にも参加したという。彼らはバテレン追放令によって日本を離れたキリシタンだった。
当時のカトリック教会は宗教改革によってプロテスタントから弾圧を受けていたため、欧州の外に目を向けていた。アジア初の本格的キリスト教大聖堂に、欧州のカトリック系王族は競って寄進を行った。しかし珠江デルタの主要港の地位が香港に取って代わられ、マカオの重要性が低下すると、この天主堂の運命もマカオやポルトガルと同様に傾いた。1835年、天主堂は台風通過の悪天候の中、火事によって全焼してしまった。
この遺跡は、南側の石造りのファサードと、この天主堂を創設し維持したイエズス会士の地下納骨堂からなっている。ファサードは小さな丘の上にあり、そこへ66段の石段が続いている。ファサードの彫刻は七つ頭のヒドラを踏みつける女性が、漢字で「龍の頭を踏みつける聖母」と描写されているように、東洋的な影響を受けている。他の彫刻としては、イエズス会の設立者たち、イエスによる死神退治、そして最上段には羽を広げた鳩などがある。
遺跡は長年放置されたため、ファサードに傾きが生じ倒壊の危険が指摘された。マカオ文化局は歴史的調査を兼ねて1990年から1995年にかけて遺跡を発掘した。地下納骨堂と基礎が掘り出され、建物の建築計画が明らかになった。日本人キリシタンの殉教者や、イエズス会の神学校コレジオの設立者アレッサンドロ・ヴァリニャーノ神父を含む修道僧の遺骨とともに、数多くの宗教的遺物が発見された。
遺跡は、修復され歴史公園となった。ファサードは、可能な限り目立たない手法でコンクリートと鉄骨で補強された。観光客は鉄製の階段で背面からファサードの上段まで登ることができた。階段から遺跡の上段の窓に硬貨を投げると幸運に恵まれると言われた。しかし、遺跡保全の観点から階段の使用は禁止されてしまった。モンテの砦（大砲台）が、この遺跡を見下ろしている。
2005年、聖パウロ天主堂跡は、公式にユネスコの世界遺産「マカオ歴史地区」の一部として登録された。